# 스페셜 올림픽
스페셜 올림픽(영어: Special Olympics)은 지적 장애가 있는 어린이 및 성인을 위한 세계 최대 규모의 스포츠 조직으로, 172개국에서 500만 명의 참가자와 통합 스포츠 파트너에게 연중 훈련과 활동을 제공한다. 스페셜 올림픽 대회는 지역, 전국 대회를 포함하여 전 세계에서 매일 개최되며 연간 최대 100,000개 이상의 행사가 개최된다. 국제 패럴림픽 위원회와 마찬가지로 스페셜 올림픽 조직도 국제 올림픽 위원회의 승인을 받았다. 그러나 장애인 올림픽과 달리 스페셜 올림픽 월드 게임은 같은 해에 개최되지 않으며 올림픽과 연계하여 개최되지도 않는다.

## 같이 보기
- 데플림픽